# Медовый месяц

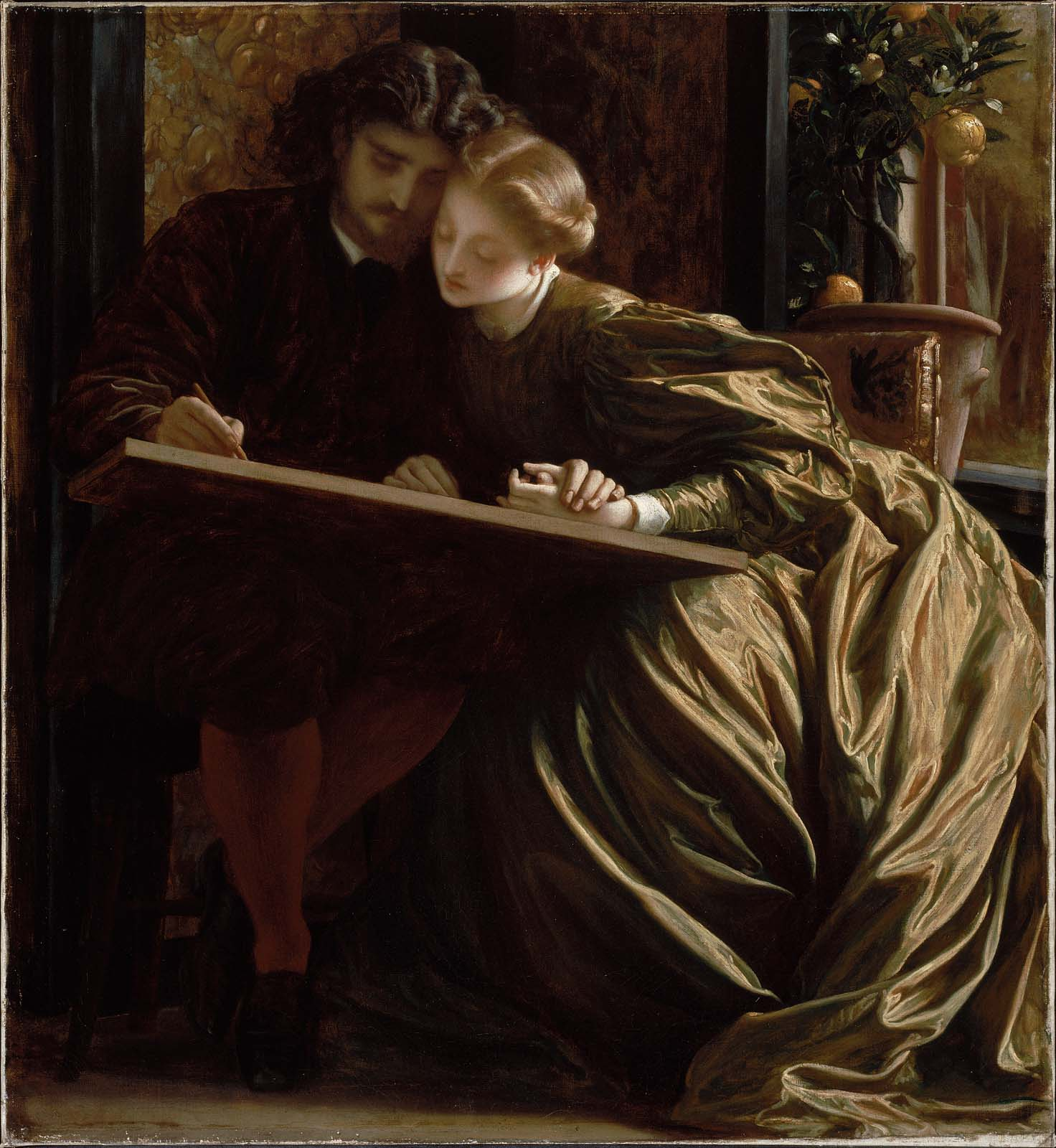
Фредерик Лейтон Медовый месяц живописца (1864)

Медо́вый ме́сяц — первый месяц супружества молодых людей после свадьбы.
В английском языке термин «медовый месяц» (honeymoon) известен по меньшей мере с середины XVI века.
С XIX века в светском обществе России появляется традиция послесвадебного путешествия, во время которого молодые праздновали своё венчание. В переносном смысле — начальная пора какого-либо совместного предприятия, дела, когда ещё ничто не вызывает забот (шутливо).

## Этимология

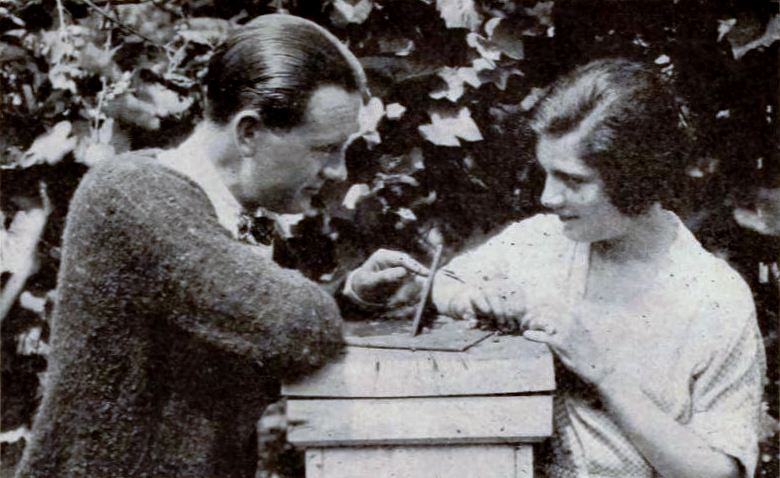
Актёры Оуэн Мур и Кэтрин Перри во время медового месяца в 1921 году.

Выражение «медовый месяц» связано с обрядом изготовления на свадьбу слабоалкогольного пи́тного мёда, который молодые пили на свадебном пиру и в течение тридцати дней после свадьбы. Никаких других, более крепких напитков им пить не разрешалось.
Мёд вручался молодым в день свадьбы — это был бочонок весом около 5—10 кг, который полагалось освободить за месяц. По старинной технологии пи́тный мёд готовился не один год и при невысоких температурах. Полученный напиток давал бодрость, веселье и умиротворение без одурманивания.

## Крылатые выражения
- Гость не вовремя хуже татарина, гость же в медовый месяц хуже чёрта рогатого. (А. П. Чехов. «Драма на охоте»)
- Когда первый месяц супружества только месяц мёда, второй месяц — месяц полыни. (Иранское изречение)

В романе «Задиг, или Судьба» французского писателя и философа Вольтера приводятся слова: «Задиг испытал, что первый месяц брака, как он описан в книге Зенд, является медовым месяцем, а второй — полынным месяцем».

## Галерея

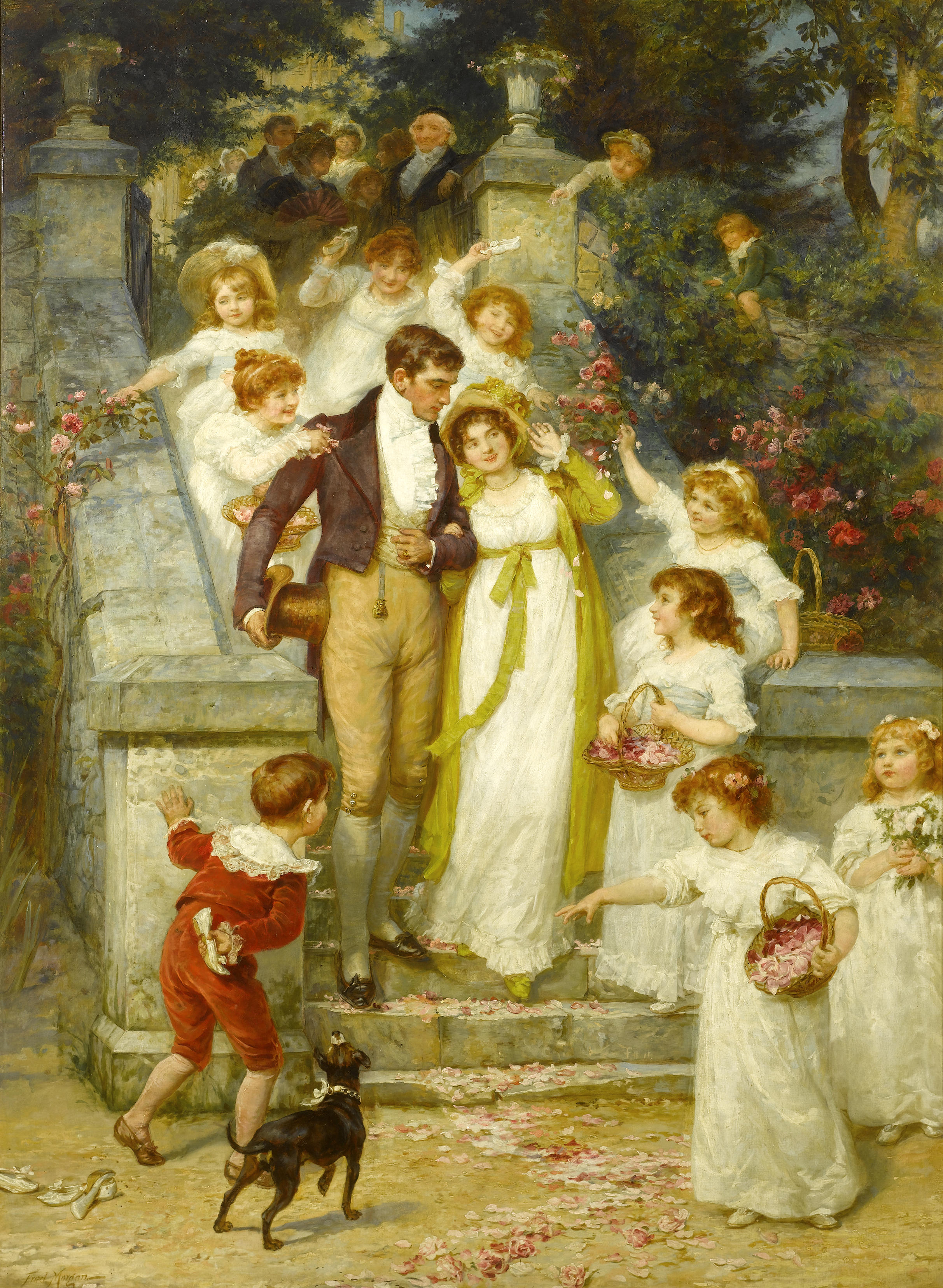
Фредерик Морган На медовый месяц.
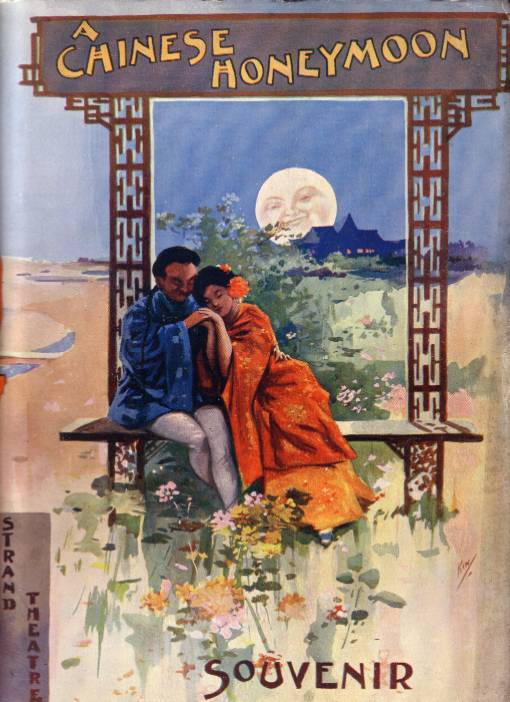
Китайский медовый месяц
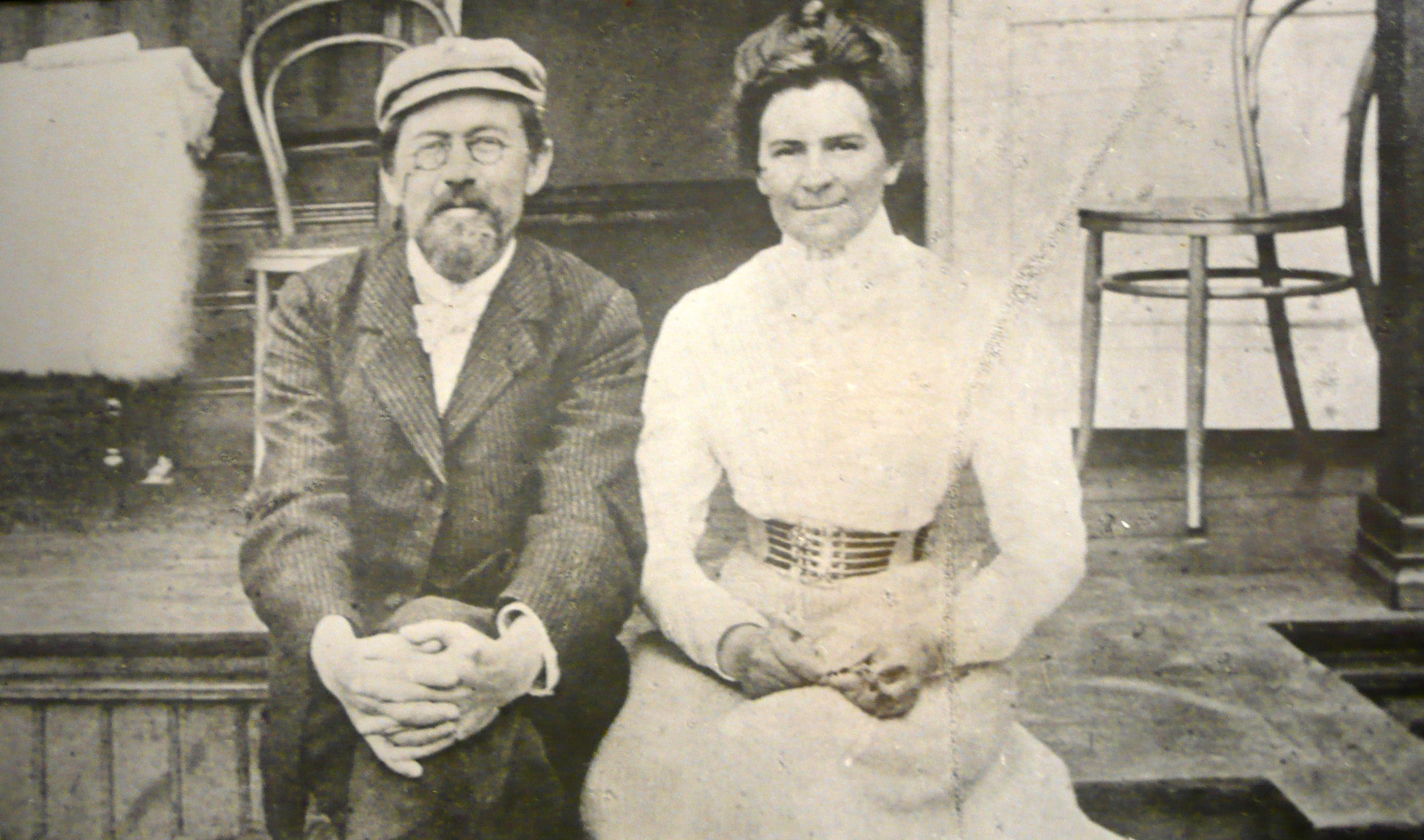
Антон Павлович Чехов и Ольга Леонардовна Книппер в мае 1901 года во время их медового месяца.
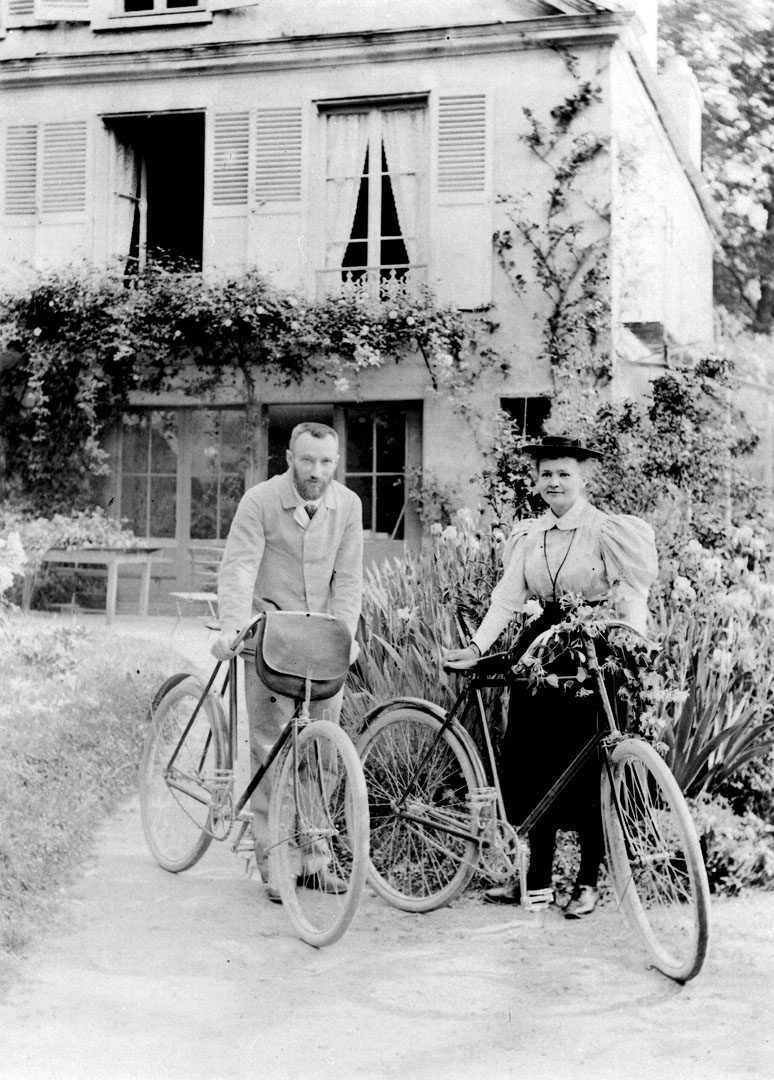
Мария и Пьер Кюри во время их медового месяца в 1895 году.
Возвращение из медового месяца